# セールスマン (2016年の映画)
『セールスマン』（ペルシア語: فروشنده）は、アスガル・ファルハーディー監督・脚本による2016年のイラン・フランスのドラマ映画である。第69回カンヌ国際映画祭のコンペティション部門で上映され、シャハブ・ホセイニが男優賞、ファルハーディーが脚本賞を獲得した。第89回アカデミー賞外国語映画賞にはイラン代表作として出品されて受賞を果たした。

## プロット
高校教師のエマッドと妻のラナは、小さな劇団で俳優として活動している。ある日、二人が暮らすアパートが突然半壊状態になり、それは住宅開発に伴う無茶な工事によるものだった。二人は避難を余儀なくされ、新しい住まいに移る。
その頃、エマッドたちは上演に向けた舞台稽古をしていて、稽古を終えて先に新居に帰ったラナが一人の時に事件が起きる。ラナが何者かに暴行されたのだ。命に別状はないが、頭部殴打で額に痛々しい傷を受けていて、前の住人がこの部屋で客をとっていた娼婦だったことから、「前の住人の常連客」が疑われたが確証はない。
部屋には携帯電話と車のキーが残されていて、キーから近くに駐車中のトラックを発見する。夫は警察への届け出を望むが、被害者である妻は躊躇してしまう。更に犯人の男が引き出しに金を置いていったことが分かる。
証拠となるトラックのナンバーからパン屋を突き止め、マジッドという青年に目を付け呼び出すのだが、現れたのはマジッドの義父だった。
男を追及すると足のケガから犯人と分かり、トラックを使って行商をするその男は前の住人の常連客で、犯行を認めた。
怒ったエマッドは男を部屋に閉じ込め、ラナを連れて来て、男に家族を呼んでその前で告白しろと強要すると、男は心臓発作を起こして倒れる。二人は驚いて所持する薬を飲ませて、回復したのを見てホッとする。
家族が迎えに来て、何も言わないままのエマッドだったが、腹立たしさから金を返して殴る。男は平静を装って帰宅しようとしたが、途中で再び容態が急変し、救急車を呼び心臓マッサージをする事態になる。
翌日、舞台メイクをしながら、犯罪者とはいえ悔やんで詫びる老人を死に追いやった事実に後悔する二人だった。

## キャスト
- シャハブ・ホセイニ（英語版）
- タラネ・アリドゥスティ（英語版）
- ババク・カリミ（英語版）

## 評価
レビュー・アグリゲーターサイトのRotten Tomatoesでは42件のレビューで支持率は98%、平均点は7.7/10となっている。

### 受賞とノミネート
| 受賞とノミネートの一覧 | 受賞とノミネートの一覧               | 受賞とノミネートの一覧 | 受賞とノミネートの一覧     | 受賞とノミネートの一覧 | 受賞とノミネートの一覧 |
| 年                     | 賞                                   | 部門                   | 対象                       | 結果                   | 参考                   |
| ---------------------- | ------------------------------------ | ---------------------- | -------------------------- | ---------------------- | ---------------------- |
| 2016                   | カンヌ国際映画祭                     | 脚本賞                 | アスガル・ファルハーディー | 受賞                   | [ 1 ]                  |
| 2016                   | カンヌ国際映画祭                     | 男優賞                 | シャハブ・ホセイニ         | 受賞                   | [ 1 ]                  |
| 2016                   | シカゴ国際映画祭                     | 審査員特別賞           | アスガル・ファルハーディー | 受賞                   | [ 5 ]                  |
| 2016                   | クリティクス・チョイス・アワード     | 外国語映画賞           | 『セールスマン』           | ノミネート             | [ 6 ]                  |
| 2016                   | ダラス・フォートワース映画批評家協会 | 外国語映画賞           | 『セールスマン』           | 5位                    | [ 7 ]                  |
| 2016                   | フロリダ映画批評家協会               | 外国語映画賞           | 『セールスマン』           | ノミネート             | [ 8 ]                  |
| 2016                   | ムンバイ映画祭                       | 観客賞                 | 『セールスマン』           | 受賞                   | [ 9 ]                  |
| 2016                   | ミュンヘン国際映画祭                 | 国際映画賞             | 『セールスマン』           | 受賞                   | [ 10 ]                 |
| 2016                   | ナショナル・ボード・オブ・レビュー   | 外国語映画賞           | 『セールスマン』           | 受賞                   | [ 11 ]                 |
| 2016                   | サンフランシスコ映画批評家協会       | 外国語映画賞           | 『セールスマン』           | ノミネート             | [ 12 ] [ 13 ]          |
| 2016                   | バリャドリッド国際映画祭             | 作品賞                 | 『セールスマン』           | 受賞                   | [ 14 ]                 |
| 2016                   | バンクーバー国営映画祭               | 国際作品賞             | アスガル・ファルハーディー | 次点                   | [ 15 ]                 |
| 2016                   | ワシントンD.C.映画批評家協会         | 外国語映画賞           | 『セールスマン』           | ノミネート             | [ 16 ]                 |
| 2017                   | アカデミー賞                         | 外国語映画賞           | アスガル・ファルハーディー | 受賞                   | [ 17 ]                 |
| 2017                   | デンバー映画批評家協会               | 外国語映画賞           | 『セールスマン』           | ノミネート             | [ 18 ]                 |
| 2017                   | ゴールデングローブ賞                 | 外国語映画賞           | 『セールスマン』           | ノミネート             | [ 19 ]                 |
| 2017                   | オンライン映画批評家協会             | 外国語映画賞           | 『セールスマン』           | ノミネート             | [ 20 ]                 |
| 2017                   | サテライト賞                         | 外国語映画賞           | 『セールスマン』           | 受賞                   | [ 21 ]                 |